# Puchar Ukrainy w piłce nożnej (2006/2007)
Puchar Ukrainy 2006/2007 - XVI rozgrywki ukraińskiej PFL, mające na celu wyłonienie zdobywcy krajowego Pucharu, który zakwalifikuje się tym samym do Pucharu UEFA sezonu 2007/08. Sezon trwał od 11 sierpnia 2006 do 27 maja 2007.
W sezonie 2006/2007 rozgrywki te składały się z:
- rundy wstępnej (1/32 finału),
- meczów 1/16 finału, w której dołączyły zespoły Czornomoreć Odessa, Dynamo Kijów, Dnipro Dniepropietrowsk, Metałurh Zaporoże i Szachtar Donieck, którzy startowali w europejskich Pucharach,
- meczów 1/8 finału,
- dwumeczów 1/4 finału,
- dwumeczów 1/2 finału,
- meczu finałowego.

## Drużyny
Do rozgrywek Pucharu przystąpiło 59 klubów Wyszczej, Pierwszej i Druhiej Lihi oraz Mistrz Ukrainy 2005 roku spośród drużyn amatorskich. Niektóre drużyny z Druhiej Lihi nie przystąpili do rozgrywek (Roś Biała Cerkiew, Czornohora Iwano-Frankowsk i Enerhija Jużnoukraińsk).
| Kluby Wyszczej Lihi: | Kluby Pierwszej Lihi: | Kluby Druhiej Lihi: | Mistrz Ukrainy spośród drużyn amatorskich: |
| - Arsenał Kijów - Dynamo Kijów - Czornomoreć Odessa - Dnipro Dniepropietrowsk - FK Charków - Ilicziwiec Mariupol - Karpaty Lwów - Krywbas Krzywy Róg - Metalist Charków - Metałurh Donieck - Metałurh Zaporoże - Stal Ałczewsk - Szachtar Donieck - Tawrija Symferopol - Worskła Połtawa - Zoria Ługańsk | - Borysfen Boryspol - CSKA Kijów - Desna Czernihów - Dnipro Czerkasy - Enerhetyk Bursztyn - FK Lwów - Helios Charków - IhroSerwis Symferopol - Krymtepłycia Mołodiżne - MFK Mikołajów - Naftowyk-Ukrnafta Ochtyrka - Obołoń Kijów - FK Ołeksandrija - Podillia Chmielnicki - Spartak Iwano-Frankowsk - Spartak Sumy - Stal Dnieprodzierżyńsk - Wołyń Łuck - Zakarpattia Użhorod | - Arsenał Charków - Bukowyna Czerniowce - Chimik Krasnoperekopsk - Dnister Owidiopol - Fakeł Iwano-Frankiwsk - Feniks-Iliczowiec Kalinine - Hazowyk-ChHW Charków - Hirnyk Krzywy Róg - Hirnyk-Sport Komsomolsk - Inter Bojarka - Jawir Krasnopole - Jedność Płysky - Kniaża Szczasływe - Kremiń Krzemieńczuk - Łokomotyw Dworiczna - Nafkom Browary - Naftowyk Dolina - Nywa Tarnopol - Olimpik Donieck - Ołkom Melitopol - PFK Sewastopol - Tytan Armiańsk - Weres Równe | - Chimmasz Korosteń                        |

## Terminarz rozgrywek

### Runda wstępna (1/32)
Mecze rozegrano 11 sierpnia 2006 z wyjątkiem meczu Dnister Owidiopol-Metałurh Donieck, który odbył się 12 sierpnia.
| Hirnyk Krzywy Róg          | 2:5 | Ilicziwiec Mariupol        | (dod.) |
| Hirnyk-Sport Komsomolsk    | 1:2 | Metalist Charków           |        |
| Bukowyna Czerniowce        | 0:3 | Tawrija Symferopol         |        |
| FK Ołeksandrija            | 0:2 | Worskła Połtawa            |        |
| Nafkom Browary             | 0:2 | Stal Ałczewsk              |        |
| Chimik Krasnoperekopsk     | 2:1 | Arsenał Kijów              | (dod.) |
| Łokomotyw Dworiczna        | 0:2 | FK Charków                 |        |
| MFK Mikołajów              | 0:1 | Krywbas Krzywy Róg         |        |
| Jedność Płysky             | 0:1 | Zoria Ługańsk              |        |
| Kniaża Szczasływe          | 0:2 | Karpaty Lwów               |        |
| Naftowyk Dolina            | 0:1 | Wołyń Łuck                 |        |
| Chimmasz Korosteń          | 1:3 | Zakarpattia Użhorod        |        |
| Fakeł Iwano-Frankiwsk      | 0:1 | Obołoń Kijów               |        |
| PFK Sewastopol             | 2:0 | Naftowyk-Ukrnafta Ochtyrka |        |
| Weres Równe                | 0:2 | FK Lwów                    |        |
| Olimpik Donieck            | 4:2 | Podillia Chmielnicki       | (dod.) |
| Inter Bojarka              | 0:5 | Stal Dnieprodzierżyńsk     |        |
| Arsenał Charków            | 1:2 | Krymtepłycia Mołodiżne     | (dod.) |
| Dnipro Czerkasy            | 1:0 | Spartak Iwano-Frankowsk    |        |
| Tytan Armiańsk             | 2:1 | Helios Charków             |        |
| Hazowyk-ChHW Charków       | 3:5 | IhroSerwis Symferopol      | (dod.) |
| Kremiń Krzemieńczuk        | 0:2 | Enerhetyk Bursztyn         |        |
| Jawir Krasnopole           | 1:0 | CSKA Kijów                 |        |
| Feniks-Iliczowiec Kalinine | 1:2 | Borysfen Boryspol          |        |
| Ołkom Melitopol            | 4:1 | Spartak Sumy               | (dod.) |
| Nywa Tarnopol              | 0:2 | Desna Czernihów            |        |
| Dnister Owidiopol          | 1:3 | Metałurh Donieck           |        |

### 1/16 finału
Mecze rozegrano 20 września 2006 z wyjątkiem meczu Tytan Armiańsk-Worskła Połtawa, który odbył się 19 września oraz Chimik Krasnoperekopsk-Metałurh Donieck, który odbył się 4 października.
| Tytan Armiańsk               | 2:1 | Worskła Połtawa         |          |
| Yavir Krasnopillia           | 1:6 | Szachtar Donieck        |          |
| Ołkom Melitopol              | 0:4 | Dynamo Kijów            |          |
| Borysfen Boryspol            | 4:2 | Czornomoreć Odessa      |          |
| Dynamo-IhroSerwis Symferopol | 2:4 | Ilicziwiec Mariupol     |          |
| Enerhetyk Bursztyn           | 0:2 | Metalist Charków        |          |
| Dnipro Czerkasy              | 0:1 | Dnipro Dniepropietrowsk |          |
| Zakarpattia Użhorod          | 2:3 | Tawrija Symferopol      |          |
| Krymtepłycia Mołodiżne       | 2:2 | Metałurh Zaporoże       | (k. 4:2) |
| Obołoń Kijów                 | 0:1 | Stal Ałczewsk           |          |
| Desna Czernihów              | 0:2 | FK Charków              |          |
| Olimpik Donieck              | 1:2 | Krywbas Krzywy Róg      |          |
| Stal Dnieprodzierżyńsk       | 1:0 | Zoria Ługańsk           | (dod.)   |
| FK Lwów                      | 1:1 | Karpaty Lwów            | (k. 3:0) |
| PFK Sewastopol               | 3:0 | Wołyń Łuck              |          |
| Chimik Krasnoperekopsk       | 2:3 | Metałurh Donieck        |          |

### 1/8 finału
Mecze rozegrano 25 października 2006.
| Borysfen Boryspol      | 0:2 | Szachtar Donieck        |          |
| FK Charków             | 0:2 | Dynamo Kijów            |          |
| Krywbas Krzywy Róg     | 0:2 | Ilicziwiec Mariupol     |          |
| FK Lwów                | 2:2 | Metalist Charków        | (k. 6:7) |
| Tytan Armiańsk         | 0:2 | Dnipro Dniepropietrowsk |          |
| Krymtepłycia Mołodiżne | 1:2 | Tawrija Symferopol      |          |
| PFK Sewastopol         | 4:1 | Metałurh Donieck        |          |
| Stal Dnieprodzierżyńsk | 1:1 | Stal Ałczewsk           | (k. 5:4) |

### 1/4 finału
Pierwsze mecze rozegrano 1 grudnia 2006, a rewanże 10 grudnia 2006.
|                        | 1 mecz | 2 mecz     | Suma |                         |  |
| ---------------------- | ------ | ---------- | ---- | ----------------------- |  |
| PFK Sewastopol         | 0:1    | 1:6        | 1:7  | Szachtar Donieck        |  |
| Dynamo Kijów           | 1:1    | 2:1 (dod.) | 3:2  | Dnipro Dniepropietrowsk |  |
| Ilicziwiec Mariupol    | 0:0    | 0:2        | 0:2  | Metalist Charków        |  |
| Stal Dnieprodzierżyńsk | 1:4    | 0:1        | 1:5  | Tawrija Symferopol      |  |

### 1/2 finału
Pierwsze mecze rozegrano 18 kwietnia, a rewanże 9 maja 2007.
|                  | 1 mecz | 2 mecz | Suma |                    |  |
| ---------------- | ------ | ------ | ---- | ------------------ |  |
| Metalist Charków | 0:1    | 2:4    | 2:5  | Dynamo Kijów       |  |
| Szachtar Donieck | 0:0    | 2:2    | 2:2  | Tawrija Symferopol |  |

### Finał
Mecz finałowy rozegrano 27 maja 2007 na Stadionie Olimpijskim w stolicy Kijowie.
| Szachtar Donieck | 1:2 | Dynamo Kijów |  |

| Zdobywca Pucharu Ukrainy 2006/07 |
| -------------------------------- |
| Dynamo Kijów 9 tytuł             |
| ...                              |